# Корновії
Корновії — кельтське плем'я бритів, яке в залізну добу, римський і післяримський періоди проживало на південному заході Великої Британії вглиб півострова Корнуолл на самому його кінці. Від назви цього племені походить найменування сучасного графства Англії Корнуолл чи Кернов.
Від назви племені крайній захід півострова Думнонії згодом став іменуватися по-валлійськи Cerniw (Кернів), по-корнськи Kernow (Кернов) та по-бретонськи Kernev (Veur) (Керну чи Кернуву). Від кореня кельтського слова corn- («ріг») і суфікса wealas англосаксонського слова, що означало «іноземець, чужинець» (воно також застосовувалося щодо валлійців), пішла давньоанглійська назва жителів півострова Корнуолл — Corn-wealas, яка означала «валлійці/іноземці з рогу». Хоча ця теорія походження назви графства Корнуолл і його мешканців є найбільш визнаною, однак і вона не без недоліків.

## Історія
У доримський період півострів Корнуол заселяли племена, які розмовляли кельтськими мовами, з яких з часом розвинулися бритські мови. Це були племена корновіїв та думнонів. Перша згадка про Корнвол належить давньогрецькому історику Діодору Сицилійському (прибл. 90 до н. е. — 30 до н. е.), який, можливо, передав відомості, зібрані Піфеєм, що відвідував Британію між 330 і 320 р.р. до н. е.
У часи панування римлян (див.Римська Британія) Корнуолл знаходився осторонь від головних центрів романізації. Між тим, у ті часи тут прокладалися дороги, будувалися фортеці, з яких відомі лише три: Трегір (Tregear) поблизу Ненстеллона (Nanstallon); Рестормел (Restormel) неподалік Лоствізіла (Lostwithiel) та одна біля Калстока (Calstock). Крім того, поселення римського стилю виявлено і поблизу Камборна. Тоді Корнуолл через протоку Ла-Манш підтримував тісні зв'язки з галльською Арморикою.
Арморика стала заселятися бритами задовго до падіння Римської імперії. Перші колонії переселенців з Корнуолла з'явилися тут ще до походу в Галлію римського імператора Костянтина III в 407—411 р.р. н. е. Відомо, що імператор Магнус Максимус під час однієї з перших своїх експедицій задля захисту Арморики подарував її як нагороду за підтримку двоюрідному братові своєї дружини Конану Меріадоку, королю Думнонії. Конаном було закладено початки державності бритів в Армориці, яка відтоді стала іменуватися Бретанню. У середині V століття, коли проти Риму повстали федерети (союзники) сакси і розпочався наступ на Галлію франків, брити, аби захистити «Друге британське королівство», почали масово мігрувати з Британії на континент. Після 450 року під владою бритів перебувала більша частина Галлії на північ від Луари. Вони тримали контроль над цими землями доти, поки у них їх не відвоював король франків Хлодвіг. Починаючи з 491 року володіння армориканських бритів обмежуються лише півостровом Арморикою (Бретанню).
У той час у південно-західній частині Великої Британії існувало та розвивалося королівство Думнонія, яке охоплювало землі Корнуолла, Девоншира, західної частини Сомерсета і, можливо, смуги Дорсета. Однак, після VII століття, у зв'язку з поглиненням території Думнонії зі сходу англосаксонським королівством Уессекс, бритська державність продовжує своє існування у межах сучасного графства Корнуолл, де вже згадується Королівство Корнуолл.